# CNTNAP4
CNTNAP4‏ (Contactin associated protein like 4) هوَ بروتين يُشَفر بواسطة جين CNTNAP4 في الإنسان.